# Tanukichi
Tanukichi(タヌキチ)は、日本のHardtek、Frenchcoreプロデューサー, DJ。Electrobooking所属。

## 人物、経歴
静岡県出身。同志社大学卒業。
幼少の頃よりギターを嗜む。
高校から大学にかけてハードコアバンドにて活動した後、2006年大学在学中にTeknival-JPNの開催を知り参加。そこで当時ヨーロッパより参加していたMat Weaselと出会い彼の演奏に感銘を受け、Electronic musicを作ることを決意し、大阪を拠点としてTanukichi名義で活動を開始。HardtekというフォーマットにRock, Hiphop, Drum and Bass, Trap, Dubstep, Electro house, Reggae, Jungle, Metal, Hardcore, Happy Hardcore, Popsなどのジャンルの音を融合させてひとつの楽曲を構築していくスタイルを得意としている。使用DAWはRenoise。曲作りにおいてはBeyerdynamicのヘッドフォンを使用している。
2011年Mat Weaselが当時住んでいたチェコのプラハに三ヶ月間滞在し、移住を決意。翌年移住し、同国最大規模のハードミュージックフェスティバル、X-MassacreにてMat Weasel, Dr Looneyと共演。
2016年 DJ Shaprnelと共にHardtek.jpを立ち上げる。同年、X-Massacreに参加。
2017年 夏にフランス最大規模のハードミュージックフェスティバル Electrobotikに参加。昨年に引き続き、冬には X-Massacreに参加した。
2018年 Fujirock Festival Unfairground boothに参加。

## ディスコグラフィー

### アルバム
- 1st  / 2016年 8月14日 /  Samurai Speed Beats / 収録曲 全14曲。レーベル Sharpnel Sound
- 2nd / 2018年 4月29日 / Lightspeed Strike / 収録曲 全14曲。レーベル Hardtek.jp

### 参加作品
- 2010年 Coreheadrecordz - Zoodayにて Cxb aka Tanukichi “Lineout_2”にて参加

- 2013年 DJ Sharpnel = Otakuspeedvibeに”Tanukichi - Jango!”にて参加

- 2014年 Astroprojekt 35に Bambamにて参加。初のレコードリリースとなる。

- ワールドスーパーテック大戦Primeにて”When you were”にて参加

- 2015年 4月27日 ワールドスーパーテック大戦SuperSのて”Tanukichi - Antek”にて参加

- 2015年 フランスのレーベルWorld Alchemist RecordのERAW12 にて　”Disco drop”にて参加。2枚目のレコードリリースとなる。

- 8月2日　Fant4stik Summer In Jap4nにて “Tanukichi - Desert Shot”にて参加

- 10月25日 ワールドスーパーテック大戦Troisiemeにて “Tanukichi Annihilate”にて参加

- 2016年 8月14日 Tanukichi Samurai Speed Beats を発売。自身初のCDリリースとなる。

- 2016年 4月26日 ワールドスーパーテック大戦Quatrième にて “Tanukichi - Walk like an Egyptian”にて参加

- 2016年 Tokyo Uptempo warrior にて”DJ Myosuke & Tanukichi Feat. Kent Alexander - Keep It Hard” にて参加

- 2016年10月30日 Mat Weasel & Tanukichi – The Megaspeed Hardtek Madness、Mat Weasel & Tanukichi - The Ultimate Hardtek Samplesを発売。

- 12月17日 Artists In Action Vol. 5にて”Boom Situation aka Tanukichi - Rewind”にて参加。

- 2017年4月23日 Upshft Showcaseにて “Tanukichi & Neika - Nebulosa”にて参加

- 2017年4月23日 Upshft Exclusive Tracksにて “tanukichi - Killa remix”  “Tanukichi Maximum Style (Funky VIP)” “Tanukichi Desert Shot(Sure shot VIP)”にて参加

- 2017年4月30日 Mat Weasel, Alryk, Tanukichi – The Hardtek Megacore Mixを発売。

- 2017年4月30日 Mat Weasel, Alryk, Tanukichi - The Ultimate Hardtek Samples2を発売。

- 2017年5月 5月 Neika - Super Solid 05 Wildnessにて“Tanukichi & Neika - Nebulosa”にて参加

- 2017年 6月 United Forces Of Hardtek Chapter 1: Invasionにて”Tanukichi - Hammer Pitch”、”Bubble Gum”にて参加

- 2017年 9月21日 Sghenny Madattack - My Selfにて”Sghenny Madattack & Tanukichi 24G”にて参加

- 10月29日 4nzu - Nerdtex Overdriveに”Tanukichi & 4nzu - Hardtek Folklore”にて参加

- 2017年 11月15日 Floxytek - The New Challengers EPに “Floxytek & Tanukichi - Slap”にて参加

- 2017年United Forces Of Hardtek Chapter 2: Occupationにて”Tanukichi Annihilate”にて参加

- 2017年 12月29日 - USAO – Kick's For Liberation 6 にて”Fucking High Tanukichi Remixにて参加

- 2018年 4月27日 Maissouille - Regenerationにて”Maissouille - Lesion - Tanukichi Remix”にて参加

- 2018年4月29日 Mat Weasel - Kick Bassにて”Mat Weasel Vs Tanukichi Ladies and Gentlemen”にて参加

- 2018年4月29日 Tanukichi - Lightspeed Strikeを発売

- 2018年10月1日 Frenchcore S'Il Vous Plaît! 015にて”Tanukichi & E-Coli Bouncing”にて参加

- 8月1日 Mat Weasel & Tanukichi - The Ultimate Hardtek Samples3を発売。

- 2018年8月5日 X-Treme Hard Compilation Vol. 11にて”Tanukichi vs 4nzu Hardtek Folklore (2018 Remaster)”にて参加

## 出演イベント
- 2012年 12月14日 X-MASSACRE (チェコ共和国)

- 9月15日 OTAKUSPEEDVIBE RELOADED (日本)

- 11月11日 FOOTWORXX (ベルギー)

- 2015年 8月29日 OTAKUSPEEDVIBE RELOADED 2.0 (日本)

- 2016年 6月30日 BEATS FOR LOVE (チェコ共和国)

- 2016年 12月16日 X-MASSACRE (チェコ共和国)

- 2017年 5月26日 ILLUSION FESTIVAL (オーストリア)

- 2017年 6月3日 BALTER FESTIVAL (イギリス)

- 2017年 7月1日 SELVATEK (スペイン)

- 2017年 7月8日 ELECTROBOTIK (フランス)

- 2017年 12月15日 X-MASSACRE (チェコ共和国) http://xmassacre.cz/

- 2018年 5月26日 ELEMENTS FESTIVAL (オーストリア)

- 2018年6月21日 FETE DELA MUSIQUE (フランス、トゥールーズ)

- 2018年7月20日 FOURTUNE FESTIVAL 2018 (スロバキア)

- 2018年 8月5日 THE DAY OF HARDCORE 2018 (日本)

- 2018年 8月30日 FUJIROCK FESTIVAL (日本)